# Альтиссимо
Альтиссимо (итал. Altissimo) — коммуна в Италии, располагается в провинции Виченца области Венеция.
Население составляет 2263 человек, плотность населения составляет 162 чел./км². Занимает площадь 14 км². Почтовый индекс — 36070. Телефонный код — 00444.
Покровитель коммуны — святитель Николай Мирликийский, празднование 6 декабря.